# Otmar Thormann
Otmar Thormann (geboren 1944 in Graz) ist ein österreichisch-schwedischer Fotograf.

## Leben und Werk
Otmar Thormanns Vater war „fleißiger Amateurfotograf“ und von dessen Faszination angesteckt wollte Otmar Thormann schon früh den Beruf des Fotografen erlernen. Aufgrund der schlechten Berufsaussichten und väterlichen Anratens, machte er aber zunächst eine Ausbildung als Koch und Konditor in Graz. 1965 verließ er Österreich und ging nach Stockholm, wo er erst als Koch arbeitete, anschließend auf dem Passagierschiff MS Kungsholm anheuerte und um die Welt reiste. Diese Reise war entscheidend für seinen Entschluss Fotograf zu werden. Seit etwa 1968 ist Stockholm sein fixer Lebensmittelpunkt. Er belegte Abendkurse an der Stockholmer Fotoschule, arbeitete als Assistent des Fotografen Walter Hirsch und konnte sich ab 1970 selbst als freischaffender Fotograf etablieren.
Seine frühen künstlerischen Arbeiten (bis ca. 1990) sind stark von dem tschechischen Fotografen Josef Sudek beeinflusst; daneben nennt Thormann auch Weegee, Diane Arbus, Paul Outerbridge und auch das Kino, das er als Kind ausgiebig besucht, und die Kinofilme ankündigende Standbildfotografie – dieses die Filme begleitende fotografische Werbematerial bezeichnet Thormann als die “ersten Fotoausstellungen”, die er als Kind in den Grazer Kinos aktiv besuchte – als für seine Fotografie prägend. An Sudek fasziniert ihn dessen Fähigkeit “Stimmungen und Gefühle zu fotografieren” sowie das Handwerkliche an seiner Kunstfotografie: In der Einleitung zum Katalog „Österreichreisen“ zitiert Thormann Josef Sudek mit den Worten “Das Handwerkliche ist sehr wichtig. Nur mit den Augen allein kann man nicht fotografieren”. Für ein Ausstellungsprojekt des Kulturhauses Graz (Ausstellung Leben mit einer Stadt, 1977) fotografierte Thormann erstmals mit einer Boxkamera. Die Arbeit mit diesem einfachen Fotoapparat beeinflusst seine Fotografie insofern, als dass ihm die bessere Bildqualität des größeren Aufnahmeformats den Weg hin zur Großformat-Studiokamera wies, als auch dass das schlichte Objektiv es ihm leichter machte, sich vom überbordenden Einfluss der amerikanischen Fotografie zu emanzipieren.
Über spätere Arbeiten – im Kontext der Serie „Ursprung“ – sagt Thormann: ”Die Fotografie ist Zeuge dessen, was ich als Junge gesehen habe, aber nicht fotografieren konnte”; Fotografie-Journalistin Christina Töpfer zufolge sind ”die Bilder für [Thormann] 'Geheimnisträger', deren symbolischer Wert über das Dargestellte hinausreicht”, sie sind ”vor allem Stilleben, die zwischen dokumentarischer Schwarzweiß-Fotografie und fast surrealistischen Traumbildern oszillieren”. Otmar Thormann charakterisiert diese Form von Geheimnis als entscheidend für seine Fotografie: „Der Moment, in dem ich verstand, warum ich fotografierte, war der, an dem ich damit aufhörte. Ich konnte es nicht mehr machen.“ Im Artist Statement im Katalog der Ausstellung in der Malmöer Kunsthalle verbindet Thormann diese beiden Aspekte (und indirekt auch den Einfluss von Sudek), indem er schreibt: „Geisteszustände, Objekte und Landschaften verändern sich immerfort. Die Fotografie macht es mir möglich, Motive festzuhalten, ohne unter dem Gestank der Verwesung zu leiden“.
Die frühen 1990er Jahre markieren laut Herausgeber Kurt Kaindl einen Angelpunkt in Otmar Thormanns fotografischem Werk, einen Moment in dem sich sein früher – “vom Surrealismus beeinflusste Sicht auf die Welt, fotografiert im Stil der Reportage” – und sein später Stil, der sich intensiv, wenn nicht ausschließlich dem Stillleben widmet, vermischen. Otmar Thormann betrachtet den Stillleben-Werkzyklus “Formfiguren” (1997) als einen Endpunkt in seiner Fotografie, nach dessen Vollendung produzierte er keine neuen Arbeiten mehr.
Otmar Thormanns Ansatz des fotografischen Stilllebens zeichnet sich einerseits durch das verwendete Material aus, andererseits durch einen Prozess des Arrangierens vor der Studiokamera. Das abgebildete Material ist durchwegs “aus der untersten Schublade”: Teile von Fundstücken, Pflanzen, Stoffe, Hölzer, Sand, Tierkadaver, also beiläufig gefundene Dinge, oder Dinge, die kaum Form besitzen – Haare, Pflanzenfasern, Seile, Flüssigkeiten; Serge Tisseron beschreibt sie als “Objekte, die zwar ihre Funktion verloren haben, aber die Fähigkeit erworben haben, an ihren Ursprung zu erinnern, ohne irgendeine Zukunft zu haben”. Der Prozess des Arrangierens der Objekte ist für Otmar Thormann von zentraler Bedeutung. Er ist ein “dynamisches, für den Künstler selbst unkontrollierbares, assoziatives Geschehen”, ein Spiel mit dem eigenen Unbewussten, mit dem er prägende mentale Bilder aus der Kindheit in Graz zu rekonstruieren sucht und wobei ihm die (wieder)erzeugten Inhalte oft selbst erst beim Betrachten der Fotografien deutlich werden.
Kurt Kaindl verortet eine intrinsische Gegensätzlichkeit in Thormanns Herangehensweise an das fotografische Stillleben: Otmar Thormanns Arbeitsweise sei dynamisch, involviere den Zufall und das Unbewusste – ein oft “unkontrollierbares Geschehen, dem er sich selbst aussetzt”, eine “Offenheit gegenüber der Entwicklung, die er [...] zwar initiiert, die er dann aber letztlich doch nicht vollständig steuern kann und will. Das Bild entsteht auch für ihn überraschend”. – , dies sei das Gegenteil der möglichen und üblichen Kontrolle, die die Studiofotografie über die Parameter der Bilderzeugung erlaubt. Dass Thormann die sorgfältig hergestellten Objekt-Arrangements ablichtet und fotografische Abzüge als sein künstlerisches Endprodukt ansieht, anstatt die Arrangements selbst auszustellen, enthält ein Element der Distanzierung – einen “Exorzismus” wie Serge Tisseron es bezeichnet.
Neben der künstlerischen Fotografie arbeitete Otmar Thormann auch als Auftragsfotograf in Stockholm. Beide Tätigkeiten hielt er stets streng getrennt, mit jeweils eigenem fotografischen Equipment.

## Ausstellungen (Auswahl)
- 1971: Galerie PP, Linz[17]
- 1974: Fotografiska Museet, Stockholm
- 1978: Galerie Nagel, Berlin
- 1981: Palais des Beaux-Arts, Brüssel
- 1982: Walker Art Center, Minneapolis
- 1984: Musée National d’Art Moderne, Centre Georges Pompidou, Paris
- 1984: Moderna Museet, Stockholm
- 1987: Rupertinum, Salzburg
- 1987: Malmö Konsthall
- 1987: The Vision Gallery, Boston
- 1988: Galerie Michèle Chomette, Paris
- 1988: Fotogalerie Wien
- 1990: Fotohof, Salzburg[18]
- 1991: Palais du Tau, Reims
- 1992: Lichtbild Galerie, Worpswede
- 1993: Galerie Michéle Chomette, Paris
- 1995: Formfguren, Rupertinum, Salzburg
- 2002: Scheitel, Moderna Museet, Stockholm
- 2002: Early Works, Photographs 1970 – 85, Galerie Faber, Wien
- 2007: Xiang, Acne, Stockholm
- 2014: Ursprung, Fotohof, Salzburg[19]

## Publikationen
- 1983: Fotografier–Variationer. Stockholm: Fotografiska Museet. ISBN 91-7100-255-3
- 1988: Otmar Thormann. Malmö: Malmö Konsthall. Katalog 121. ISBN 91-7704-0260
- 1990: Low Moral. Dreaming Dogs. Herausgegeben von Kurt Kaindl. Salzburg: Edition Fotohof im Otto Müller Verlag, Band 3. ISBN 3-7013-0807-1
- 2013: Ursprung. Salzburg: FOTOHOF edition. ISBN 978-3-902675-87-3

## Preise
- 1985: Rupertinum-Fotopreis[20]